# Der Herr der Ringe: Die Reise nach Mordor
Der Herr der Ringe: Die Reise nach Mordor (englischer Titel The Lord of the Rings: Journey to Mordor) ist ein strategisches Würfelspiel des deutschen Spieleautors Michael Rieneck für zwei bis vier Personen. Das Spiel erschien seit 2015 international bei verschiedenen Verlagen, in Deutschland wurde es bei dem Verlag Kosmos Spiele veröffentlicht.

## Thema und Ausstattung
Das Spiel baut auf dem Roman Der Herr der Ringe von J. R. R. Tolkien auf und thematisiert die Reise der Hobbits vom Auenland nach Mordor und ihre Flucht vor den sie verfolgenden Nazgûl. Das Spielprinzip baut auf verschiedenen Varianten des Würfelpoker auf, bei dem Würfel geworfen und jeweils einzelne Würfel beiseite gelegt werden, um eine Wertung zu erhalten. Das Spielmaterial besteht aus einem Block, auf dem Wertungszettel für die jeweiligen Reisen abgebildet sind, sowie fünf sechsseitigen Würfeln in fünf Farben.

## Spielweise
Zur Spielvorbereitung bekommt jeder Spieler ein Blatt vom Wertungsblock und wählt einen der vier verfügbaren Charaktere, die den vier Spielerfarben entsprechen. Zur Auswahl stehen dabei die vier Hobbits Frodo (gelb), Sam (rot), Merry (blau) und Pippin (grün). Dabei muss jeder Spieler einen anderen Charakter wählen.
Beginnend mit einem Startspieler kommen die Spieler reihum zum Zug. Der jeweils aktive Spieler wirft mit den fünf Würfeln und muss dann mindestens einen Würfel zur Seite legen. Wählt er mehrere Würfel, darf er jeweils nur einen Würfel der verschiedenen Ergebnisse weglegen. Wird einer oder mehrere Nazgûl geworfen, muss mindestens einer von ihnen mit herausgelegt werden. Der Spieler würfelt so oft, bis er nur noch einen Würfel werfen kann und den ebenfalls seinen zur Seite gelegten Würfeln zufügen muss. Danach kommt es zur Auswertung, wobei die verschiedenen Würfelergebnisse unterschiedliche Effekte haben:
| Würfel      | Aktion |
| ----------- | --- |
| Ringe       | Für jeden gewürfelten Ring darf der Spieler ein Feld auf dem Wertungsblatt auf der Strecke für seinen Hobbit ankreuzen und so zum jeweils nächsten Ort reisen. |
| Orks        | Befinden sich im Ergebnis ein oder mehrere Orks, werden die Ringe wirkungslos. Die Orks behindern die Hobbits auf ihrer Reise. |
| Gefährten   | Jeweils ein Gefährte kann einen Ork aufhalten, der damit unwirksam wird. Befinden sich im Wurf mindestens so viele Gefährten wie Orks, können die Hobbits ihre Reise fortsetzen und die Ringe entsprechend einsetzen. |
| Nazgûl      | Für jeden Nazgûl geht einer der Nazgûl einen Schritt vorwärts. Dabei hängt es von der Würfelfarbe ab, welcher Nazgûl zieht: Handelt es sich um einen Nazgûl auf dem schwarzen Würfel, einer nicht genutzten Farbe oder dem eigenen Farbwürfel, schreitet der Nazgûl auf dem eigenen Wertungsblatt vorwärts. Ist der Nazgûl auf einem Würfel der Farbe eines Mitspielers, zieht dort ein Nazgûl weiter. |
| Gandalf     | Gandalf kann die Strecke für die Nazgûl verlängern. Für jeden Gandalf darf ein Feld auf der eigenen Nazgûl-Strecke halbiert und so in zwei Felder umgewandelt werden, die ein Nazgûl gehen muss. |
| Weißer Baum | Der Weiße Baum befindet sich nur auf dem schwarzen Würfel. Wird er geworfen, darf ein Spieler seine Runde verkürzen und sich aus dem aktuellen Wurf nur die Würfel nehmen, die er benötigt. Einen Nazgûl muss er trotzdem nehmen, wenn mindestens einer gewürfelt wurde. |

Neben dem Basisspiel, bei dem es keine zusätzlichen Regeln gibt, können die Spieler sich für eine Version entscheiden, bei der die erreichten Orte Sonderfunktionen haben, die bestimmten Begegnungen oder Begebenheiten entsprechen:
| Ort           | Sonderfunktion |
| ------------- | --- |
| Bruchtal      | In Bruchtal treffen die Hobbits auf Elrond. Er erlaubt es ihnen, mehrere Würfel des gleichen Typs in einem Wurf zur Seite zu legen. |
| Moria         | In Moria lauert der Balrog, dem sich Gandalf entgegenstellen muss. Gandalf kann in dieser Runde entsprechend den Hobbits nicht helfen.                                                                                                   |
| Lothlórien    | In Lothlórien befinden sich die Hobbits in der sicheren Zuflucht der Elben. Jeder gewürfelte Gefährte zählt in dieser Runde doppelt und wehrt je zwei Orks ab.                                                                           |
| Rohan         | In Rohan treffen die Hobbits auf Éomer und dürfen jeden vollständigen Wurf wiederholen, wenn Ihnen das Ergebnis nicht gefällt. Dabei dürfen sie keine einzelnen Würfel zur Seite legen, sondern müssen immer alle Würfel nochmal werfen. |
| Helms Klamm   | An Helms Klamm treffen die Hobbits auf Saruman. Alle Orks unter seinem Kommando zählen doppelt, um sie zu neutralisieren bedarf er zweier Gefährden.                                                                                     |
| Gondor        | In Gondor treffen die Hobbits Éowyn, die sie unterstützt. Für den aktiven Spieler haben die Nazgûl hier keinen Effekt, bei den anderen Spielern rücken sie jedoch trotzdem vor.                                                          |
| Minas Tirith  | In Minas Tirith herrscht der Hexenkönig von Angmar. Hier werden alle Nazgûl für den aktiven Spieler gewertet. |
| Kankras Lauer | Aufgrund des Zusammentreffens mit der Riesenspinne Kankra brauchen die Hobbits von hier zwei Ringe, um nach Mordor zu gelangen. |

Wenn die Nazgûl vor den Hobbits Mordor erreichen, scheidet der entsprechende Spieler aus dem Spiel aus, auch wenn im gleichen Zug sein Hobbit in Mordor ankommt. Das Spiel endet, wenn alle Spieler ausgeschieden sind, oder wenn es einem Spieler gelingt, vor den Nazgûl nach Mordor zu kommen. In dem Fall wird die aktuelle Runde bis zum Startspieler zu Ende gespielt. Kommen weitere Spieler in Mordor an, gewinnt der Spieler mit dem größten Vorsprung vor seinen Nazgûl.

## Entwicklung
Das Spiel Der Herr der Ringe: Die Reise nach Mordor wurde von dem deutschen Spieleautor Michael Rieneck entwickelt und 2015 international veröffentlicht. In Deutschland erschien das Spiel bei Kosmos Spiele und in den Vereinigten Staaten. Weitere Ausgaben gab es im gleichen Jahr auf Spanisch (Devir), Russisch (Hobby World), Polnisch (Egmont Polska), Japanisch (Hobby Japan) und Französisch (Edge Entertainment). Es folgten Versionen auf Italienisch (Giochi Uniti) und Englisch (Fantasy Flight Games) im Folgejahr.
Der Autor Reiner Knizia hatte bereits 2000 das kooperative Brettspiel Der Herr der Ringe ebenfalls bei Kosmos veröffentlicht. In der Kosmos-Serie Spiele für Zwei erschienen zudem ebenfalls von Knizia Der Herr der Ringe: Die Entscheidung (2002)  sowie Der Herr der Ringe: Die Suche (2001) und Der Herr der Ringe: Das Duell (2002), beide von Peter Neugebauer.

## Belege
1. 1 2 3 4 5  Spieleanleitung Der Herr der Ringe: Die Reise nach Mordor, Kosmos Verlag 2015.
2. ↑  Versionen von Der Herr der Ringe: Die Reise nach Mordor in der Spieledatenbank BoardGameGeek (englisch); abgerufen am 1. Oktober 2023.